# SPOP
SPOP‏ (Speckle-type POZ protein) هوَ بروتين يُشَفر بواسطة جين SPOP في الإنسان.